# Susanne Gross
Susanne Gross (* 1960 in Marburg) ist eine deutsche Architektin, Stadtplanerin und Hochschullehrerin an der Bergischen Universität Wuppertal.

## Leben
Gross begann 1978 ein Studium der Philosophie an der Rheinischen Friedrich-Wilhelms-Universität Bonn, brach dieses jedoch ab. Von 1979 bis 1986 studierte Gross dann an der RWTH Aachen Architektur, von 1986 bis 1988 arbeitete sie mit Joachim Schürmann in Köln zusammen. Von 1989 bis 1990 arbeitete sie bei Skidmore, Owings and Merrill in London. Von 1990 bis 1994 absolvierte Gross ein Aufbaustudium der Architektur an der Kunstakademie Düsseldorf bei Ernst Kasper, Laurids Ortner und Elia Zenghelis und wurde Meisterschülerin der Akademie. Von 1990 bis 1997 war sie wissenschaftliche Assistentin am Lehrstuhl für Städtebau der RWTH Aachen, seit 1993 arbeitete Gross bei Kister Scheithauer & Partner und ist seit 1997 Gesellschafterin bei Kister Scheithauer Gross – Architekten und Stadtplaner GmbH in Leipzig. Seit 1998 ist sie Gastdozentin am Edinburgh College of Art. Von 2001 bis 2004 war sie als Dozentin an der „Akademie für Baukunst“ in Maastricht tätig. Seit April 2004 ist sie Professorin an der Bergischen Universität Wuppertal für Grundlagen des Entwerfens und Gebäudekunde.

## Projekte
Büro Kister Scheithauer Gross, Köln (ksg-architekten)

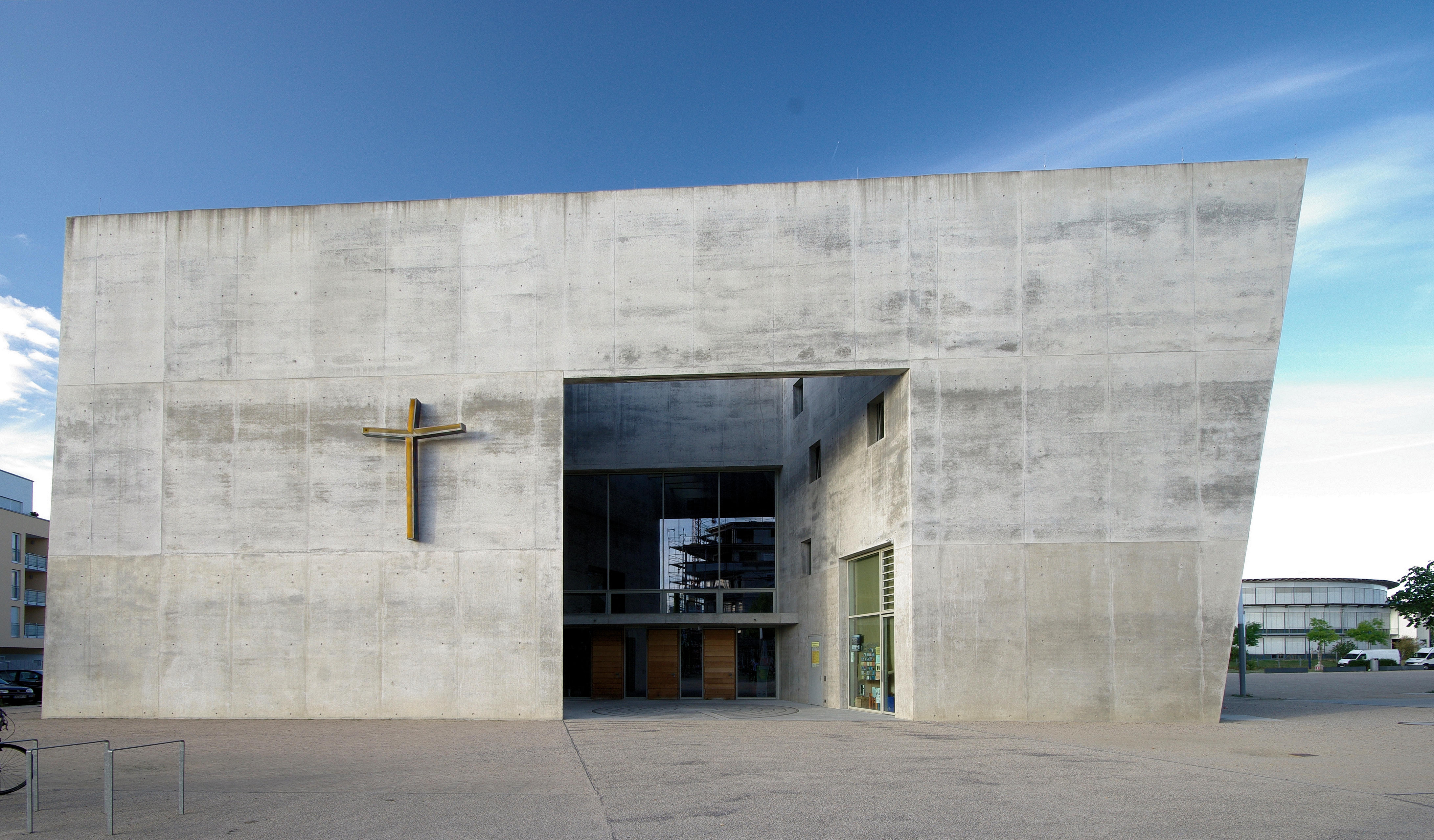
Maria-Magdalena-Kirche, Freiburg-Rieselfeld

- 2004: Doppelkirche Maria Magdalena, Freiburg-Rieselfeld
- 2012: IRGW-Gemeindezentrum Ulm

## Schriften
- (mit Johannes Kister und Reinhard Scheithauer): 7 Bauten + Projekte. 1989–1997. Verlag der Buchhandlung König, Köln 1998, ISBN 3-88375-275-4.
- Ernst Kasper. Bauten und Projekte 1965–2005. Deutsches Architekturmuseum, Frankfurt am Main 2005, ISBN 3-9808887-9-7.